# Geranylpyrophosphat
Geranylpyrophosphat (kurz Geranyl-PP oder auch GPP) ist ein Biomolekül, welches als Baustein in der Terpenbiosynthese zu finden ist. Chemisch gesehen ist es ein Ester aus Geraniol (einem Alkohol mit zwei zusätzlichen C=C-Doppelbindungen) und der Diphosphorsäure.
Es entsteht biosynthetisch durch eine Kopf-zu-Schwanz-Kondensation (nukleophile Substitution) aus den beiden Isopreneinheiten Isopentenylpyrophosphat und Dimethylallylpyrophosphat, mithilfe einer Prenyltransferase (Dimethylallyl-trans-Transferase).

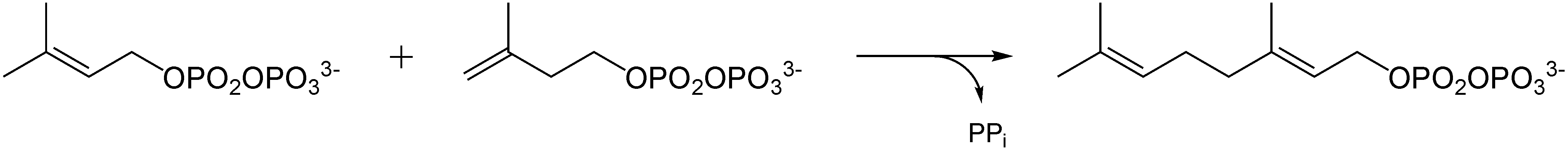
Die Kondensationsreaktion von Dimethylallylpyrophosphat (links) und Isopentenylpyrophosphat (rechts) zu Geranylpyrophosphat wird durch die Dimethylallyl-trans-Transferase katalysiert.

Das Geranylpyrophosphat ist die Ausgangsverbindung einiger Tausend pflanzlicher Monoterpene, die vor allen Dingen als Duftstoffe (ätherische Öle) und Pharmaka (etwa Limonen) Verwendung finden.
So werden beispielsweise α-Pinen und β-Pinen aus Geranylpyrophosphat durch Cyclisierung von Linaloylpyrophosphat synthetisiert, mit anschließender Umlagerung eines Wasserstoffatoms.
Beim Menschen dient Geranylpyrophosphat zur Synthese von Squalen, einem wichtigen Vorläufer für die Cholesterinsynthese.